# Pałac i klasztor salwatorianów w Bagnie
Pałac w Bagnie (tzw. Stary Zamek) – zabytkowy pałac w Bagnie – wsi w Polsce, w województwie dolnośląskim, w powiecie trzebnickim, w gminie Oborniki Śląskie.

## Historia
Pałac powstał na początku XVIII w. na pozostałościach warowni księcia Konrada II z XIII w., zniszczonej podczas wojny trzydziestoletniej. Najstarsza, barokowa część obecnego pałacu zbudowana została przez hr. Henryka Leopolda von Seher-Thos i jego żonę Joannę Fryderykę von Wentzky. Herby ich rodzin znajdują się w kartuszu nad wejściem od strony parku. W ciągu pierwszych dwóch wieków istnienia pałac co najmniej 9-krotnie zmieniał właścicieli, aż do roku 1905, kiedy za kwotę ok. 1,5 miliona marek kupił ją wrocławski przemysłowiec i browarnik Georg Kissling. Siedem lat później Kissling wraz z rodziną przeniósł się z Wrocławia do Bagna, co poprzedzone było odrestaurowaniem wnętrz starego gmachu i budową drugiego, neobarokowego skrzydła pałacowego, zwanego dzisiaj „Nowym Zamkiem”. Po śmierci dziedzica w kwietniu 1922 lokalnymi dobrami zarządzał syn Conrad Kissling, który pięć lat później z powodów ekonomicznych sprzedał Bagno wraz z pałacem, zatrzymując jedynie wzgórze Kaltenhausen, gdzie wystawił rodzinne mauzoleum.
Majątek Kisslingów przeszedł na własność Śląskiego Towarzystwa Kredytowo-Ziemskiego z siedzibą we Wrocławiu, by za jego pośrednictwem w 1930 trafić w ręce Zgromadzenia Salwatorianów, szukających odpowiedniego zaplecza w celu utworzenia domu formacyjnego. Do 1940 zakonnicy zdążyli urządzić w pałacu studium filozoficzno-teologiczne, a następnie nowicjat, na czas wojny zmuszeni byli jednak opuścić budynek klasztorny, w którym władze zorganizowały tzw. Umsiedlungslager, czyli obóz dla wysiedleńców oraz volksdeutschów z Jugosławii, Łodzi i Warszawy.
W 1945 obiekt przejęli salwatorianie prowincji polskiej. Od 1953 w pałacu znajduje się Wyższe Seminarium Duchowne salwatorianów i ich klasztor. W środku zachowała się barokowa klatka schodowa wykonana z drewna i kamienny, ozdobny kominek z tego samego okresu. Obiekt jest częścią zespołu pałacowego, w skład którego wchodzą jeszcze: Nowy Zamek z 1913, garaż z bramą, z 1913, stróżówka z bramą, z 1913, altana żeliwna, z 1905, dom ogrodnika, z 1910, zabytkowy park krajobrazowy wokół pałacu o powierzchni ok. 5 ha z rzadkim, wiekowym drzewostanem (jodła olbrzymia i jodła kalifornijska, dąb błotny, choina kanadyjska i in.), obiektami tzw. małej architektury (kościółek, altana filozofów, grota).

## Galeria

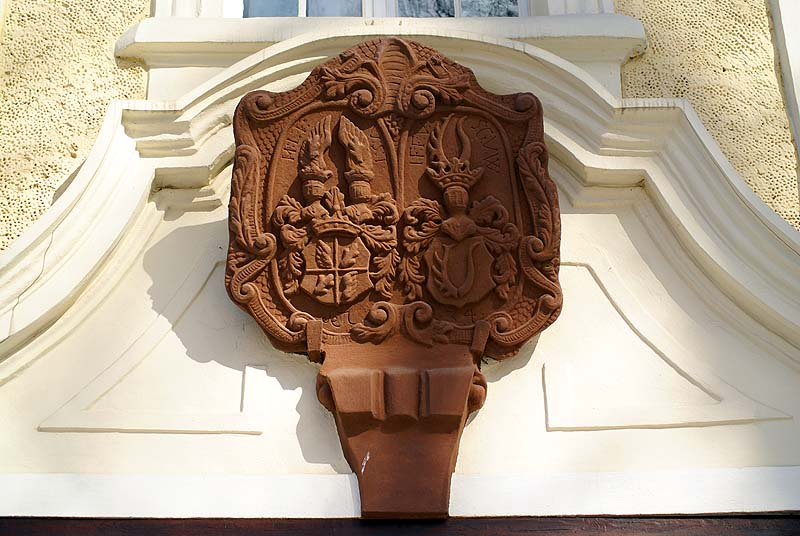
Herby Seherr-Thoss (L) i Wentzky (P)
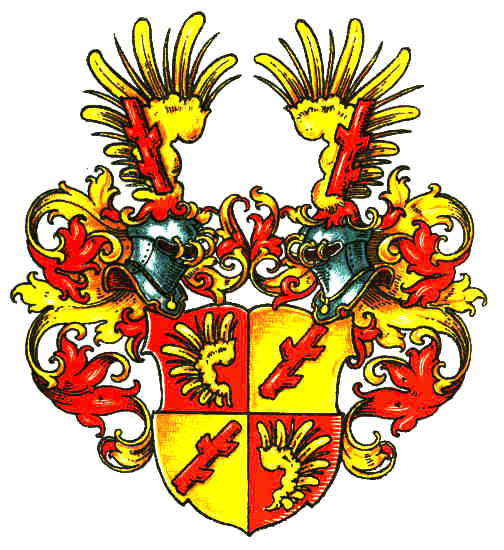
Herb baronów von Seherr-Thoss (L)
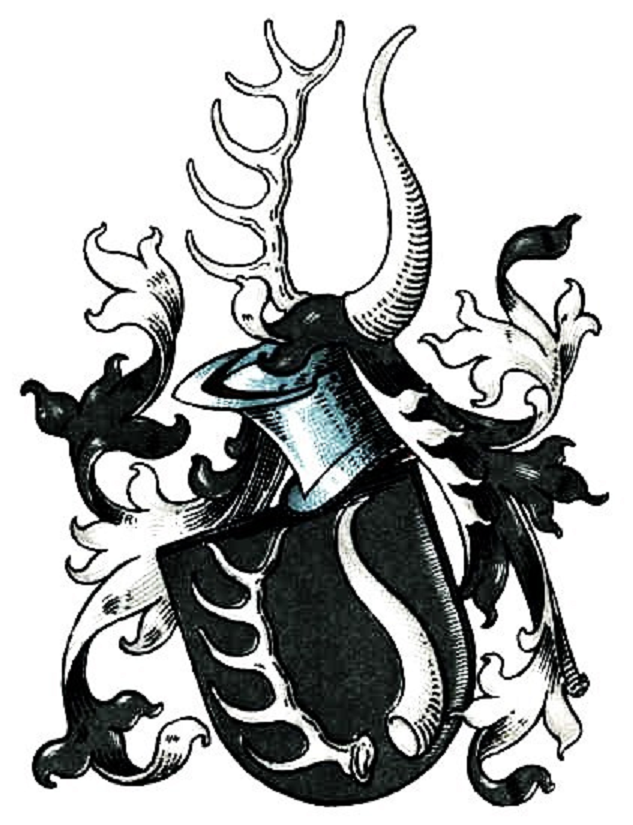
Herb rodu von Wentzky (P)
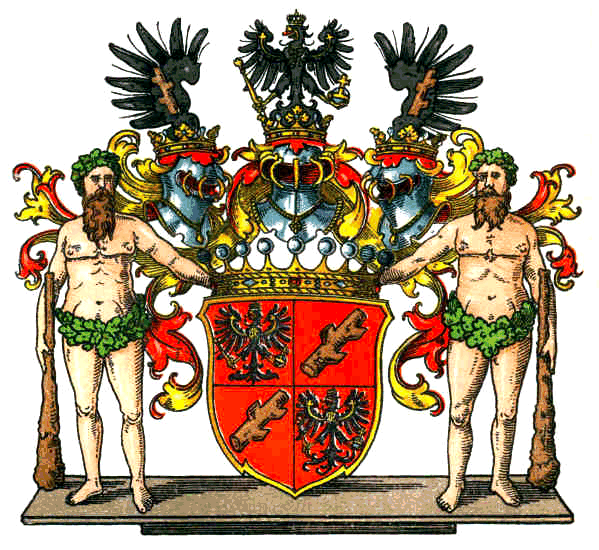
Herb hrabiów von Seherr-Thoss
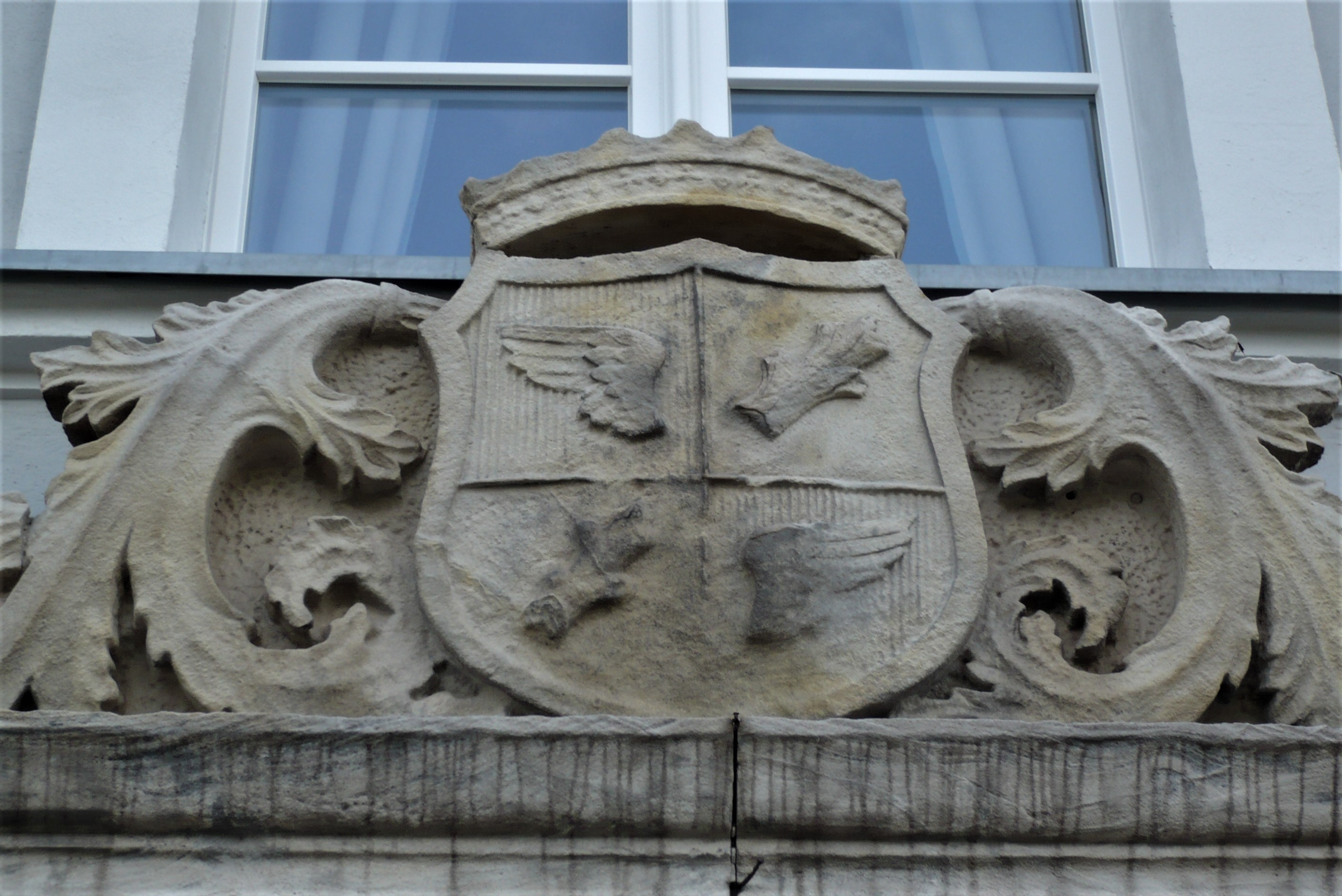
Herb Seherr-Thoß, pałac w Kamieńcu
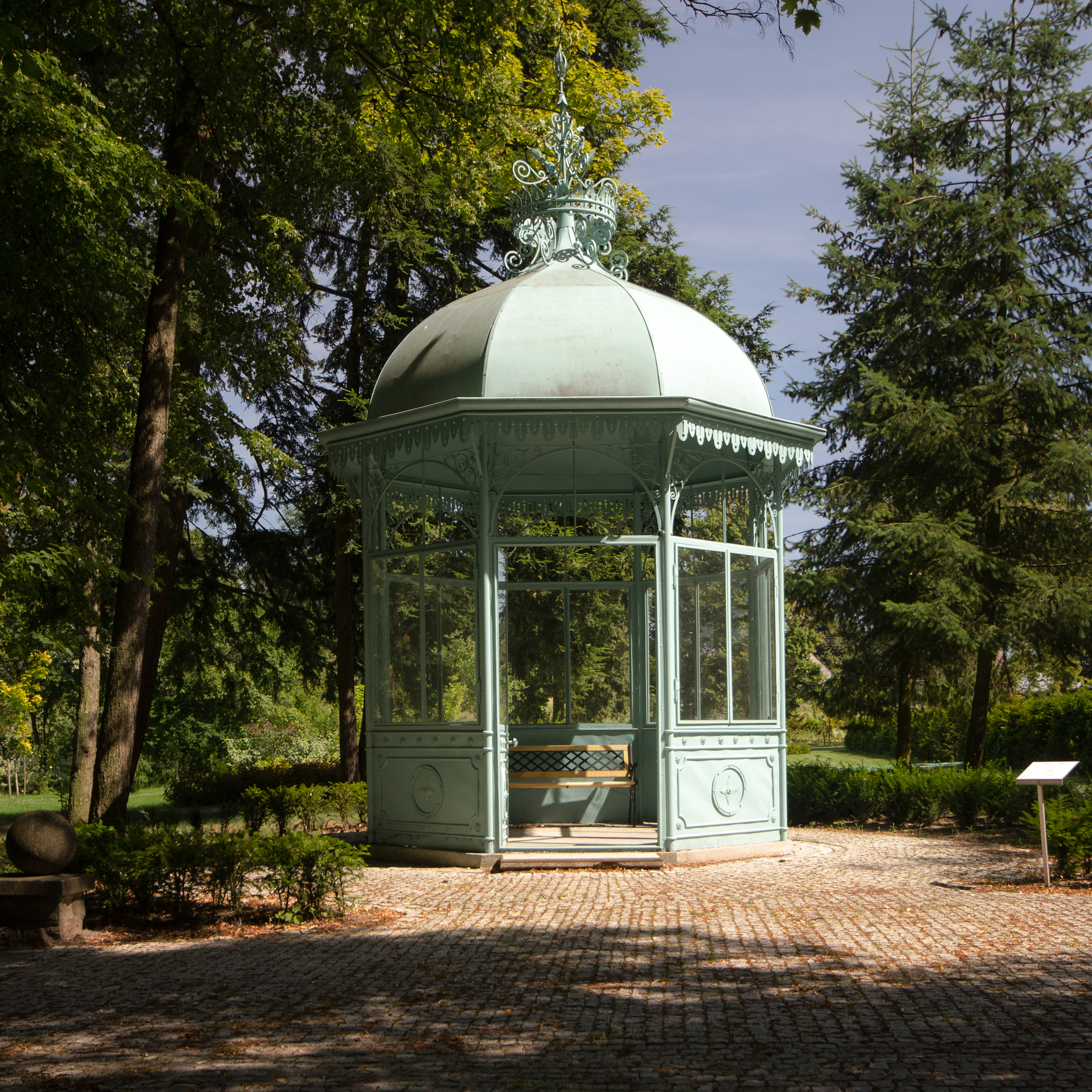
Altana
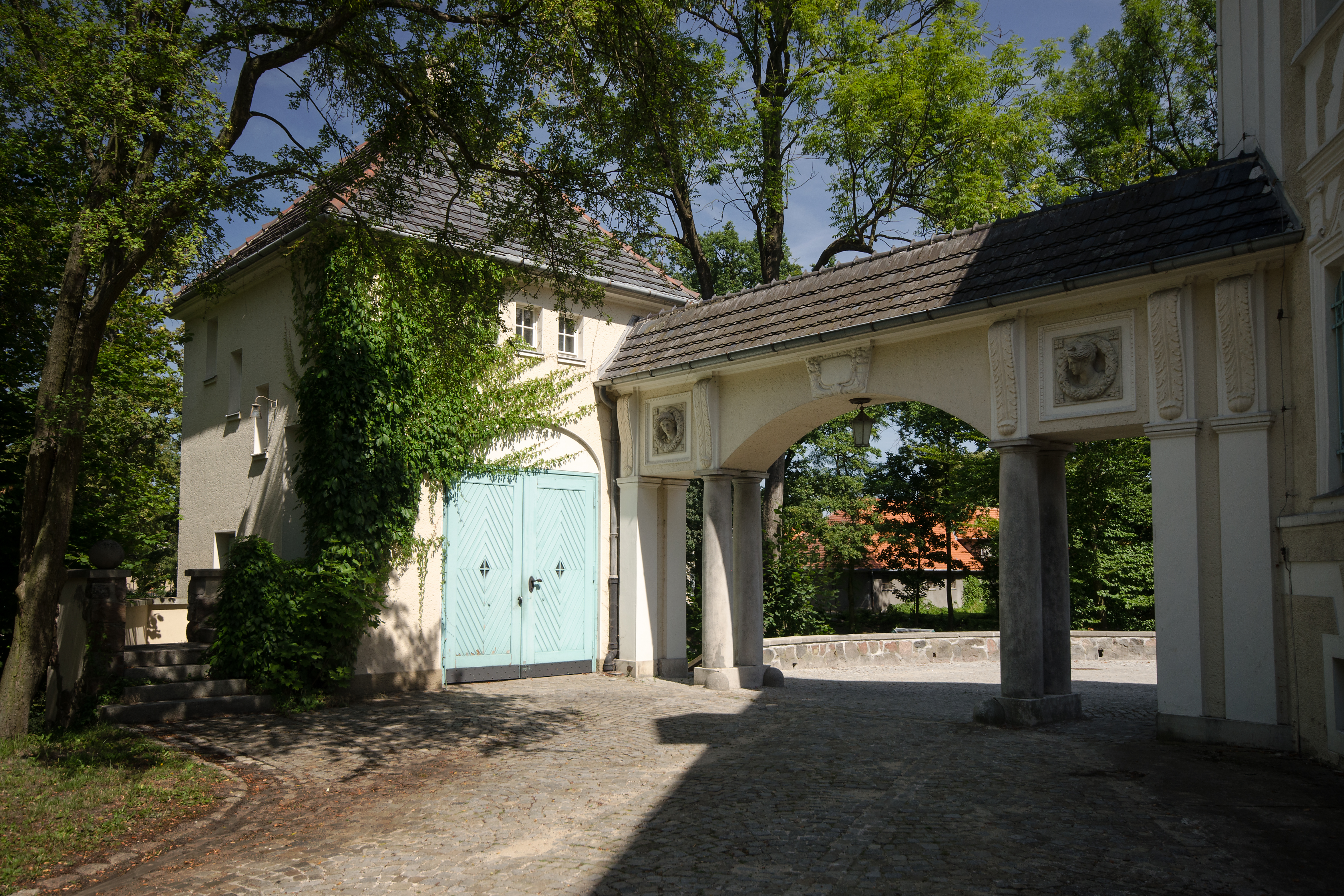
Garaż z bramą
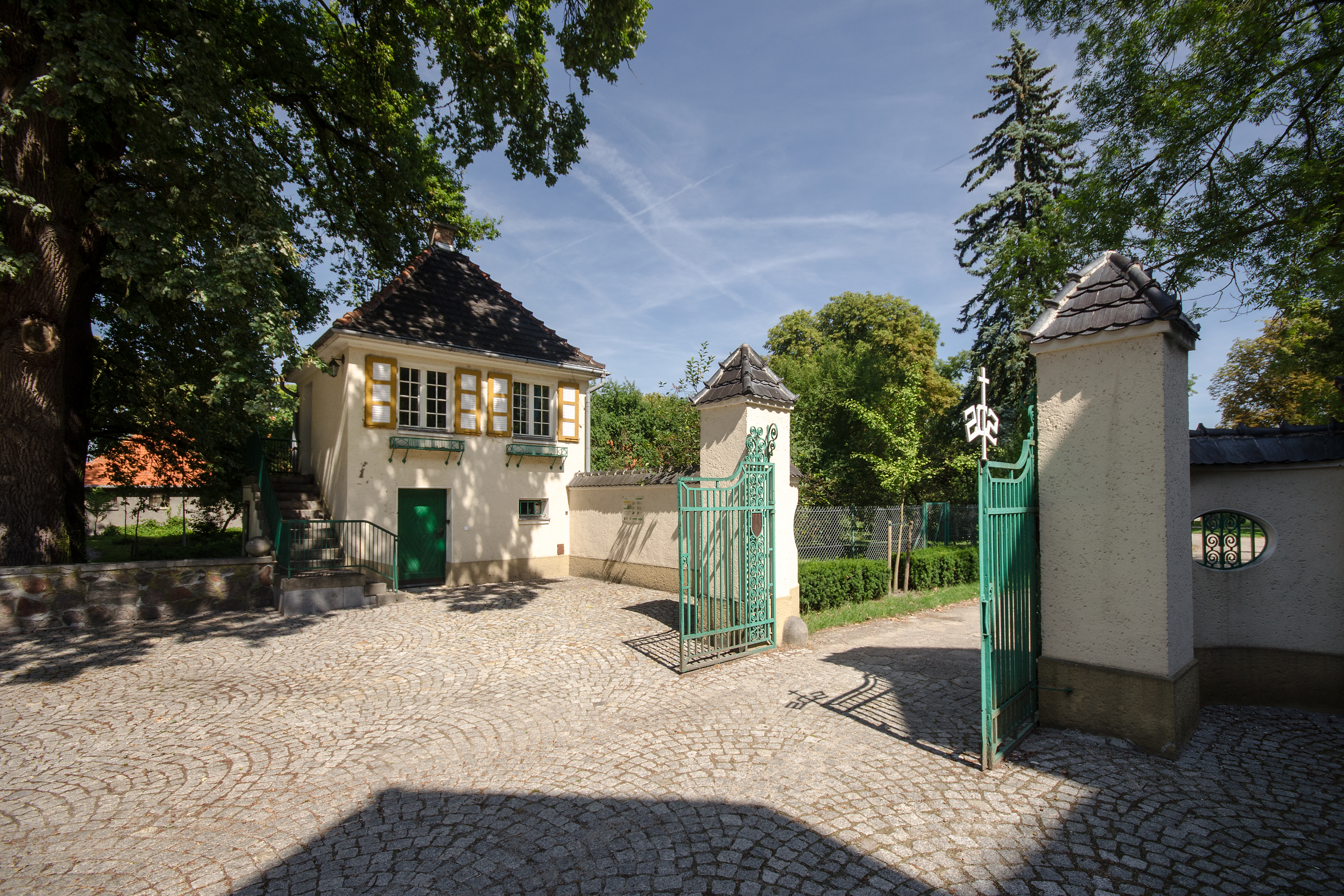
Stróżówka z bramą